# Waimaha
 I Waimaha (o anche Barasani del Nord, Waimaja) sono un gruppo etnico della Colombia, con una popolazione stimata di circa 891 persone. Questo gruppo etnico è per la maggior parte di fede animista persone che parlano la lingua Waimaha (codice ISO 639: BAO).
Vivono lungo i fiumi Pira-Paraná, Papurí e Tiquié, a sud-est del dipartimento di Vaupés. Sono collegati al gruppo dei Barasani del Sud.